# Rudolf Karl Höfer
Rudolf Karl Höfer (* 31. Oktober 1951 in Sankt Andrä-Höch) ist ein österreichischer römisch-katholischer Kirchenhistoriker.

## Leben
Rudolf Karl Höfer studierte römisch-katholische Theologie und Geschichte. Er lehrte als außerordentlicher Universitätsprofessor für Kirchengeschichte an der Katholisch-Theologischen Fakultät der Karl-Franzens-Universität in Graz.
Mitglied der Historischen Landeskommission für Steiermark seit 2000, ab 2002 Leiter des Editionsprojekts der „Visitationsprotokolle aus der Zeit der Reformation und Gegenreformation, der Konsekrations- und Ordinationsprotokolle in der Steiermark“.

## Schriften
Als Autor:
- Die landesfürstliche Visitation der Pfarren und Klöster in der Steiermark in den Jahren 1544, 1545. Edition der Texte und Darstellung zu Nachrichten über das kirchliche Leben (= Quellen zur geschichtlichen Landeskunde der Steiermark. Bd. 14). Historische Landeskommission für Steiermark, Graz 1992, ISBN 3-901251-02-2.
- mit Martin Feiner: Die Siegel der Erzbischöfe und Bischöfe in der Salzburger Metropole. Beschreibung, Abbildungen, Fotos und Zeichnungen. Böhlau, Wien/Köln 2022, ISBN (Print): 978-3-205-21323-9; ISBN (OpenAccess): 978-3-205-21324-6

Als Herausgeber:
- mit Rudolf Zinnhobler, Dieter-Anton Binder, Michaela Sohn-Kronthaler (Hrsg.): Kirche in bewegter Zeit. Beiträge zur Geschichte der Kirche in der Zeit der Reformation und des 20. Jahrhunderts. Festschrift für Maximilian Liebmann zum 60. Geburtstag. Styria-Medien-Service, Graz 1994.
- mit Michaela Sohn-Kronthaler: Laien gestalten Kirche. Diskurse – Entwicklungen – Profile. Festgabe für Maximilian Liebmann zum 75. Geburtstag (= Theologie im kulturellen Dialog. Bd. 18). Tyrolia, Innsbruck 2009, ISBN 978-3-7022-3047-0.
- Kirchenfinanzierung in Europa. Modelle und Trends (= Theologie im kulturellen Dialog. Bd. 25). Tyrolia, Innsbruck 2014, ISBN 978-3-7022-3250-4.
- 50 Jahre Laienhabilitation. Akademische Feier am 26. Juni 2012 (= Crossing. Publikation des Vereins zur Förderung der Theologie an der Katholisch-Theologischen Fakultät der Karl-Franzens-Universität Graz. Jg. 12, H. 3). Graz 2013.
- mit Michaela Sohn-Kronthaler, Alois Ruhri: 800 Jahre Diözese Graz-Seckau. Von der Gründung bis zur Gegenwart. Styria, Wien 2018, ISBN 978-3-222-13591-0.
- mit Michaela Sohn-Kronthaler, Stephanie Glück, Alois Ruhri: Religion im Wandel. Von der Reformation zur Toleranz. Verlag Sonntagsblatt, Graz 2020, ISBN 978-3-9503663-5-8.